# Eduard Baron von der Ropp
Eduard Baron von der Ropp (in tedesco: Eduard Michael Johann Maria Baron von der Ropp), (in russo: Эдуард Юльевич Ропп) (Daugavpils, 15 dicembre 1851 – Poznań, 25 giugno 1939) è stato un arcivescovo cattolico tedesco, vescovo di Tiraspol, vescovo di Vilnius, arcivescovo metropolita di Mogilev, politico russo, deputato di Duma, vittima della persecuzione dei cristiani in URSS.

## Biografia
Di famiglia aristocratica tedesco-baltica (con madre polacca) cercò a lungo di contemperare i diritti delle varie minoranze cattoliche presenti nell'Impero russo con la fedeltà a quest'ultimo e al Vaticano. 
Nel 1875 terminò la facoltà di diritto all'Università statale di San Pietroburgo. Compiuti gli studi al seminario diocesano di Kaunas, il 20 giugno 1886 fu ordinato sacerdote a Kaunas. Prosegue gli studi a Innsbruck. Dal 1889 è parroco a Liepāja e decano di Curlandia. Il 9 giugno 1902 è consacrato vescovo di Tiraspol. Nel novembre 1903 è nominato vescovo di Vilnius. Il 5 ottobre 1907 è allontanato da Vilnius, accusato di nazionalismo polacco e di Polonizzazione degli lituani e bielorussi. Il 25 luglio 1917 è nominato arcivescovo di Mogilev. Nel 1919 viene arrestato e trasferito a Mosca. Il 22 novembre 1919 può raggiungere la Polonia e stabilirsi a Varsavia. Qui fonda l'Università Cattolica di Lublino, parziale erede dell'Accademia teologica cattolica di San Pietroburgo (fondata nel 1831), un istituto per la formazione di missionari per la Russia, e costantemente si interessa del destino della Chiesa cattolica in Russia. Morì a Poznań il 25 giugno 1939 all'età di 87 anni.

## Genealogia episcopale e successione apostolica
La genealogia episcopale è:
- Cardinale Scipione Rebiba
- Cardinale Giulio Antonio Santori
- Cardinale Girolamo Bernerio, O.P.
- Vescovo Claudio Rangoni
- Arcivescovo Wawrzyniec Gembicki
- Arcivescovo Jan Wężyk
- Vescovo Piotr Gembicki
- Vescovo Jan Gembicki
- Vescovo Bonawentura Madaliński
- Vescovo Jan Małachowski
- Arcivescovo Stanisław Szembek
- Vescovo Felicjan Konstanty Szaniawski
- Vescovo Andrzej Stanisław Załuski
- Arcivescovo Adam Ignacy Komorowski
- Arcivescovo Władysław Aleksander Łubieński
- Vescovo Andrzej Mikołaj Stanisław Kostka Młodziejowski
- Arcivescovo Kasper Kazimierz Cieciszowski
- Vescovo Franciszek Borgiasz Mackiewicz
- Vescovo Michał Piwnicki
- Arcivescovo Ignacy Ludwik Pawłowski
- Arcivescovo Kazimierz Roch Dmochowski
- Arcivescovo Wacław Żyliński
- Vescovo Aleksander Kazimierz Bereśniewicz
- Arcivescovo Szymon Marcin Kozłowski
- Vescovo Mečislovas Leonardas Paliulionis
- Arcivescovo Bolesław Hieronim Kłopotowski
- Arcivescovo Eduard Baron von der Ropp

La successione apostolica è:
- Vescovo Kazimierz Bukraba (1932)